# Obrządek rzymski

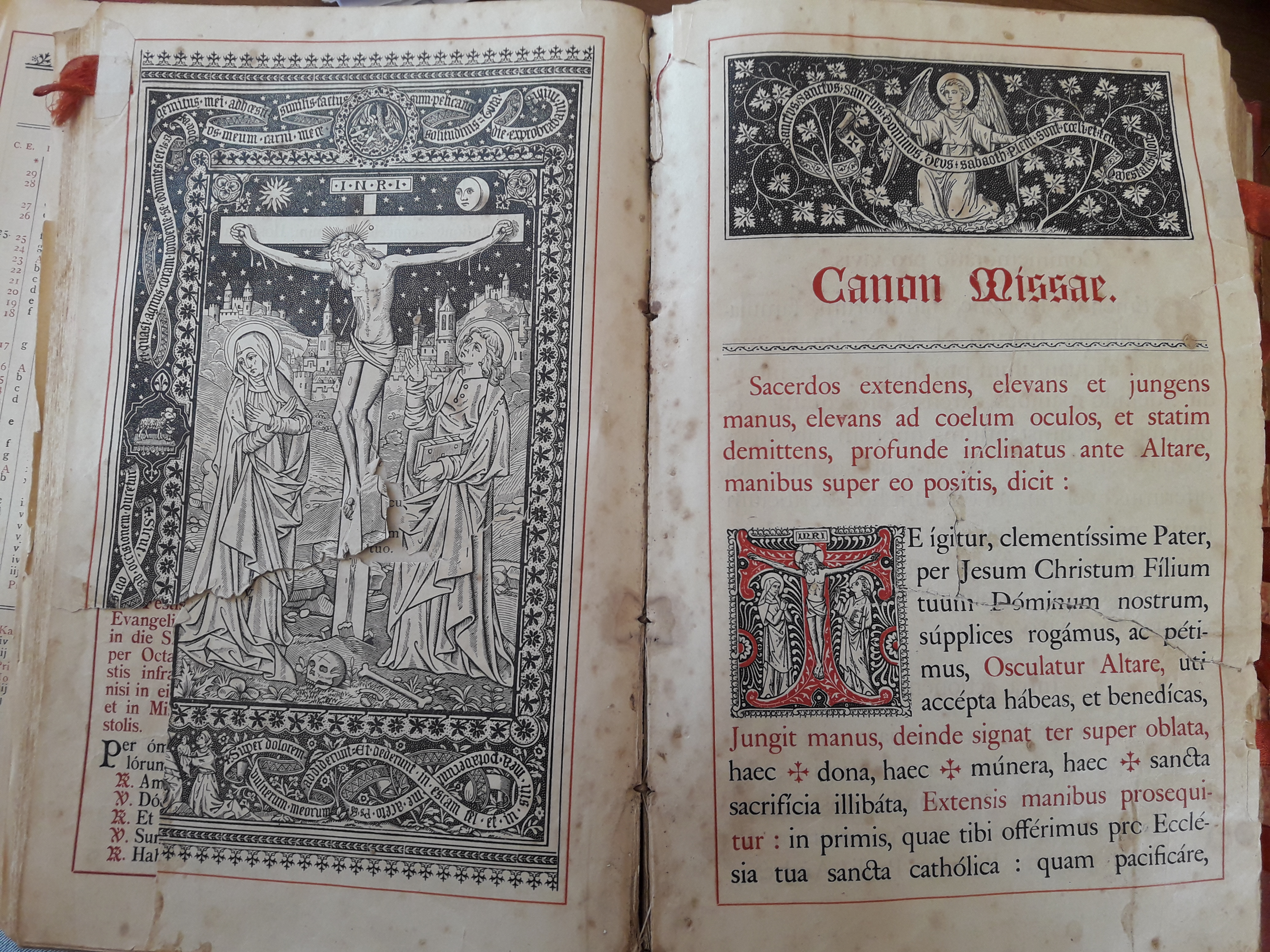
Początek modlitwy eucharystycznej (kanonu) w Mszale Rzymskim (wydanie z 1904)

Obrządek rzymski, także ryt rzymski (łac. ritus Romanus) – katolicki obrządek (właściwie grupa obrządków) z rodziny obrządków zachodnich, odwołujący się do miasta Rzymu jako do źródła kultywowanych zwyczajów liturgicznych.

## Charakterystyka

### Definicja
Zasadniczo obrządki chrześcijańskie można podzielić na wschodnie i zachodnie. Wśród obrządków zachodnich (łacińskich) można wymienić: obrządek ambrozjański, mozarabski, gallikański (zanikły), celtycki (zanikły) i rzymski w szerokim sensie. Obrządki rzymskie odwołują się zasadniczo (bezpośrednio lub pośrednio) do praktyki miasta Rzymu (w tym liturgii papieskiej), podobnie jak na przykład obrządek bizantyjski odwołuje się do praktyki średniowiecznego Bizancjum.

### Msza rzymska

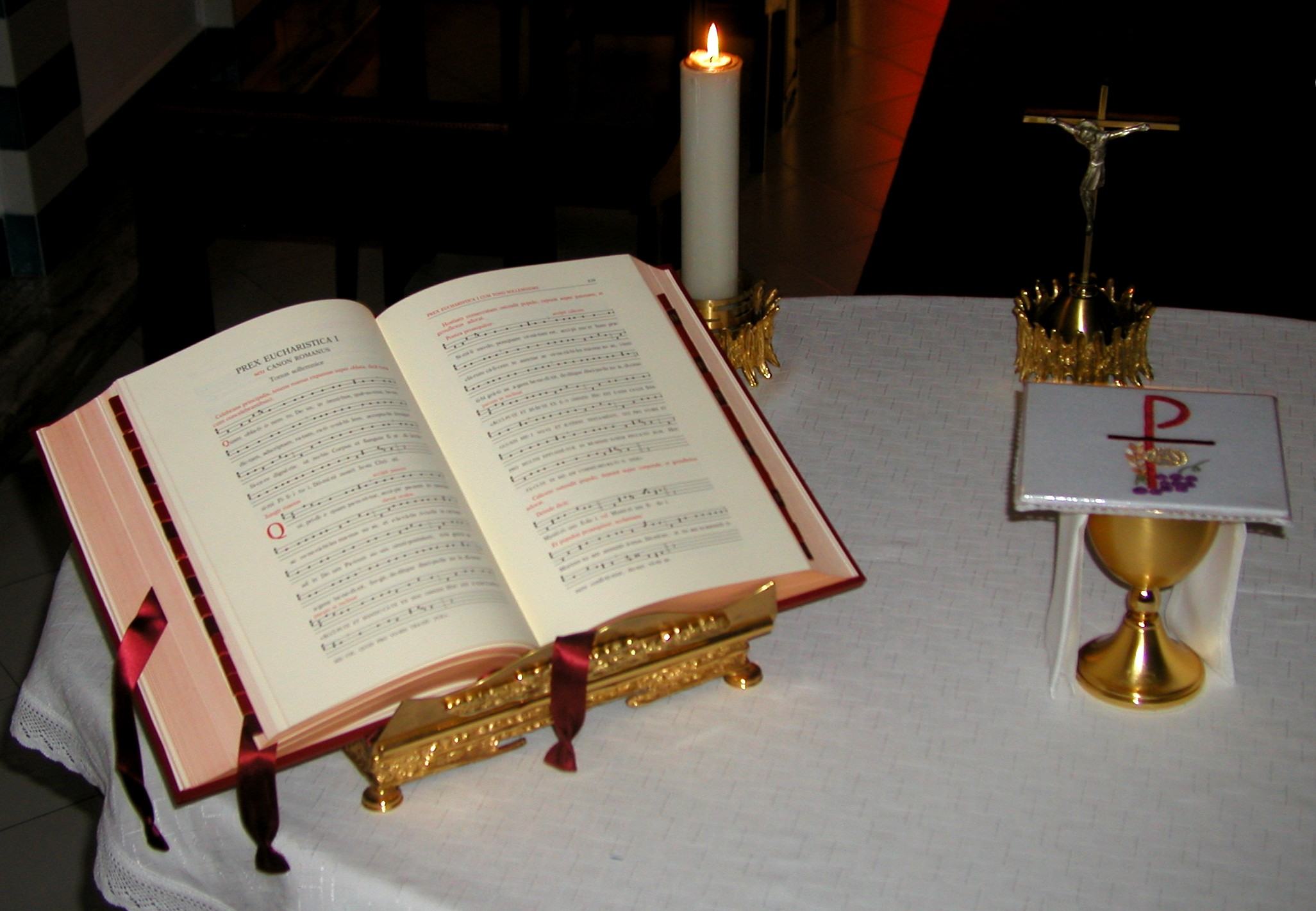
Ołtarz w trakcie mszy w obrządku rzymskim (współczesnym): widoczny kielich przykryty palką, krzyż, jedna ze świec ołtarzowych oraz mszał (wydanie z 2002) otwarty na początku modlitwy eucharystycznej (tekst bardzo podobny do wydania z 1904, ale nad tekstem znajdują się nuty)

Teksty mszalne wszystkich obrządków typu rzymskiego składają się ze zmiennych czytań, śpiewów i modlitw oraz części stałej (w niektórych wariantach zwanej kanonem). We mszy bizantyjskiej czytania i śpiewy są zmienne, natomiast modlitwy są stałe, podobnie jak anafora. We mszy mozarabskiej wszystkie części mszy (w tym przeważająca część modlitwy eucharystycznej) są zmienne.

### Oficjum rzymskie
Liturgie godzin typu rzymskiego odznaczają się przewagą elementów typu monastycznego (recytacja psałterza w ciągu określonego okresu, jednego tygodnia w układzie tradycyjnym, czterech tygodni w układzie zreformowanym po soborze watykańskim II) nad elementami typu katedralnego (częściami stałymi); w obrządku bizantyjskim jest odwrotnie. Śpiewane oficjum zawarte jest w różnych księgach, przede wszystkim w antyfonarzu, natomiast teksty (do recytacji bez śpiewu) wersji przedsoborowej zawarte są w Brewiarzu Rzymskim, a w wersji posoborowej w księdze Liturgii Godzin.

## Wersje obrządku rzymskiego
Wśród obecnie istniejących obrządków z grupy obrządków rzymskich można wymienić:
- obrządki przedtrydenckie (odwołujące się do praktyki poprzedzającej sobór trydencki), na przykład:
  - obrządek lyoński (rzymsko-lyoński)[13][14];
  - obrządek dominikański[15];
- obrządek trydencki (w Polsce czasem zwany klasycznym rytem rzymskim), odwołujący się do praktyki skodyfikowanej na soborze trydenckim[16]; inną stosowaną niekiedy nazwą jest nadzwyczajna forma obrządku rzymskiego (łac. forma extraodrinaria ritus Romani)[17];
- obrządek rzymski w swojej współczesnej, najbardziej rozpowszechnionej formie, zasadniczo skodyfikowanej po soborze watykańskim II[18], zwany też formą zwyczajną (łac. forma ordinaria ritus Romani)[19];
- benedyktyni odprawiają mszę rzymską (trydencką lub współczesną), natomiast mają własną liturgię godzin z wieloma różnicami w stosunku do rzymskiej (zarówno w wersji przedsoborowej[20][21] jak i posoborowej[22]); czasami stosuje się nazwę obrządek monastyczny (ritus monasticus)[23].

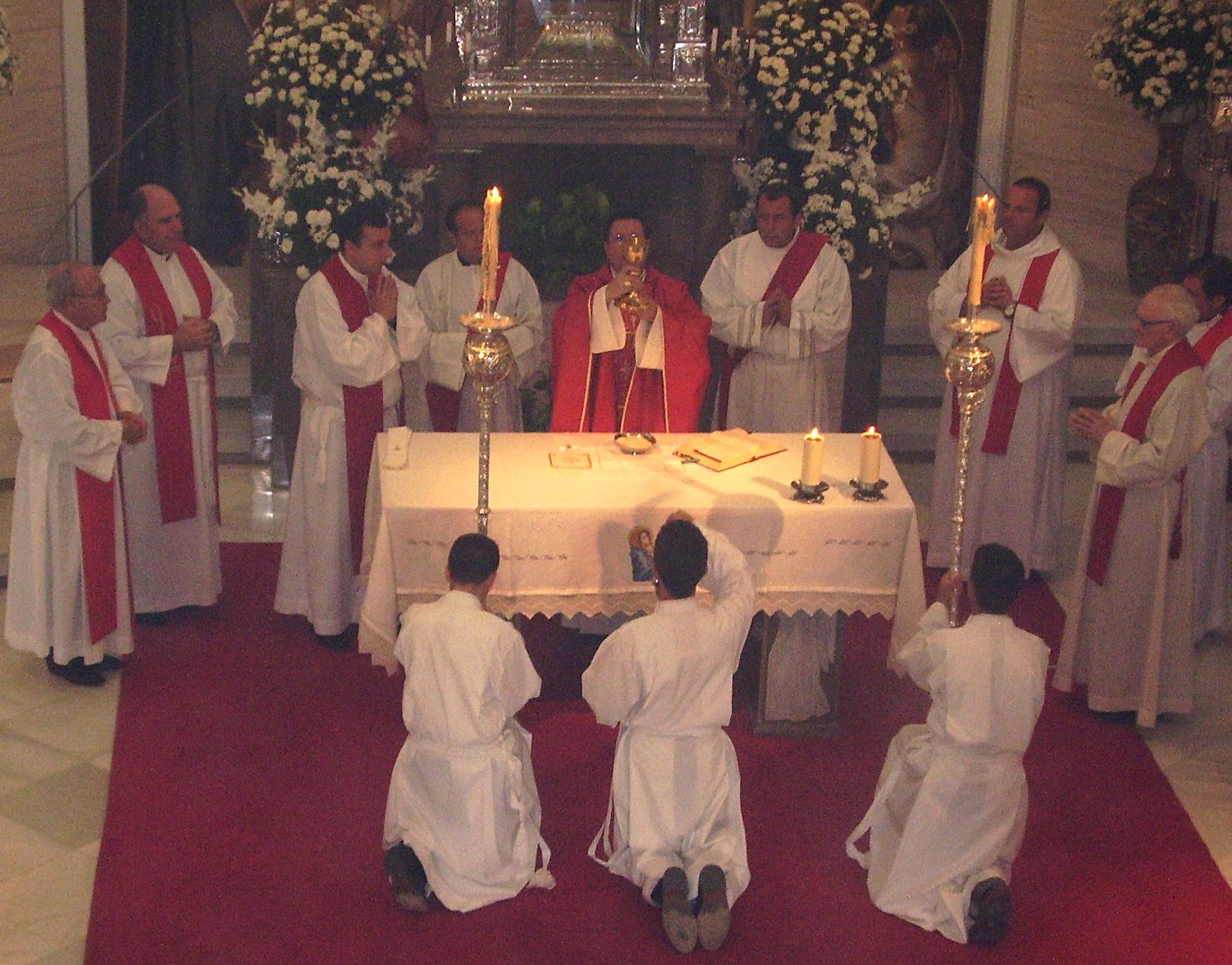
Podniesienie w mszy rzymskiej (wersja współczesna, ołtarz twarzą do ludu)
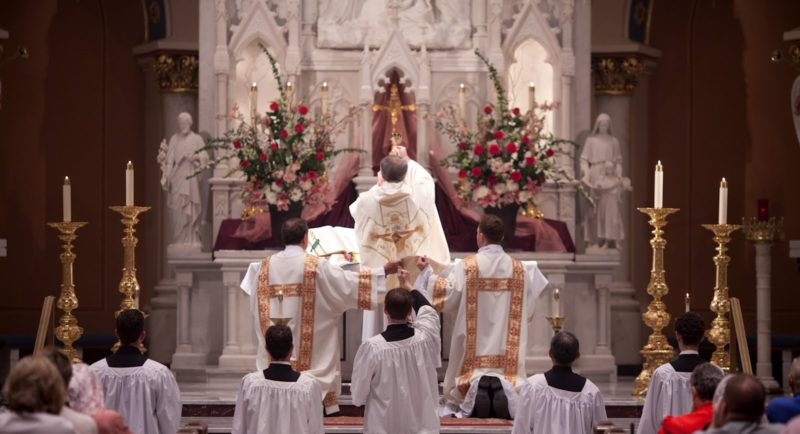
Podniesienie w mszy rzymskiej (wersja współczesna, ołtarz ku wschodowi)
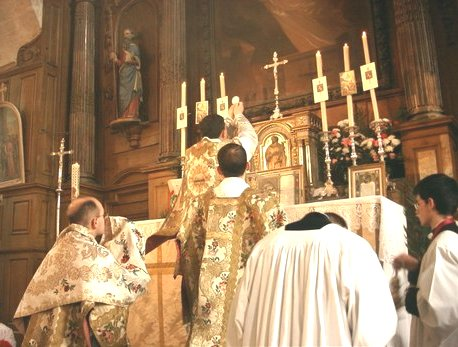
Podniesienie w mszy rzymskiej (wersja trydencka)
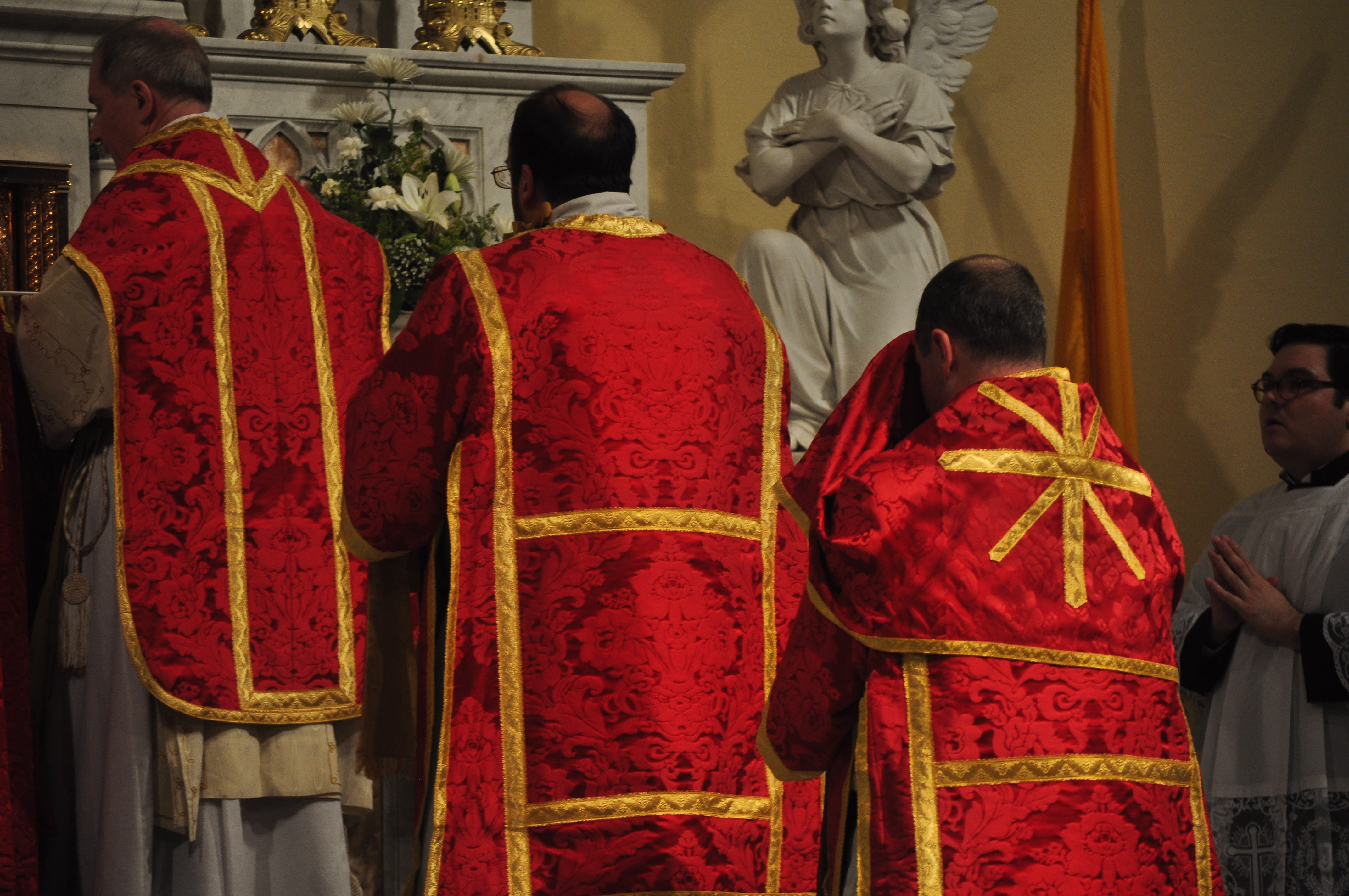
Msza rzymska (trydencka) uroczysta: celebrans w ornacie, za nim diakon w dalmatyce i subdiakon w tuniceli i tuwalni
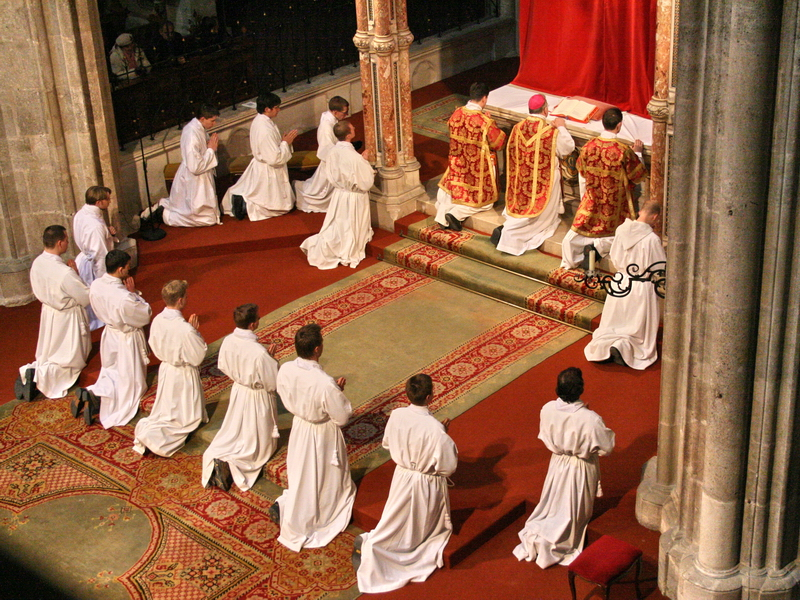
Obrządek rzymski (współczesny): liturgia Wielkiego Piątku w opactwie w Heiligenkreuz

Mniej więcej od III lub IV wieku obrządek rzymski odprawiany był w języku łacińskim. Na niektórych obszarach istniał przywilej używania w liturgii języka cerkiewnosłowiańskiego. Od lat 70. XX wieku liturgię rzymską odprawia się również w językach narodowych (co do zasady jest to możliwość wymieniana na drugim miejscu, w praktyce jest to najbardziej rozpowszechniony wariant).